# Bagnolo in Piano

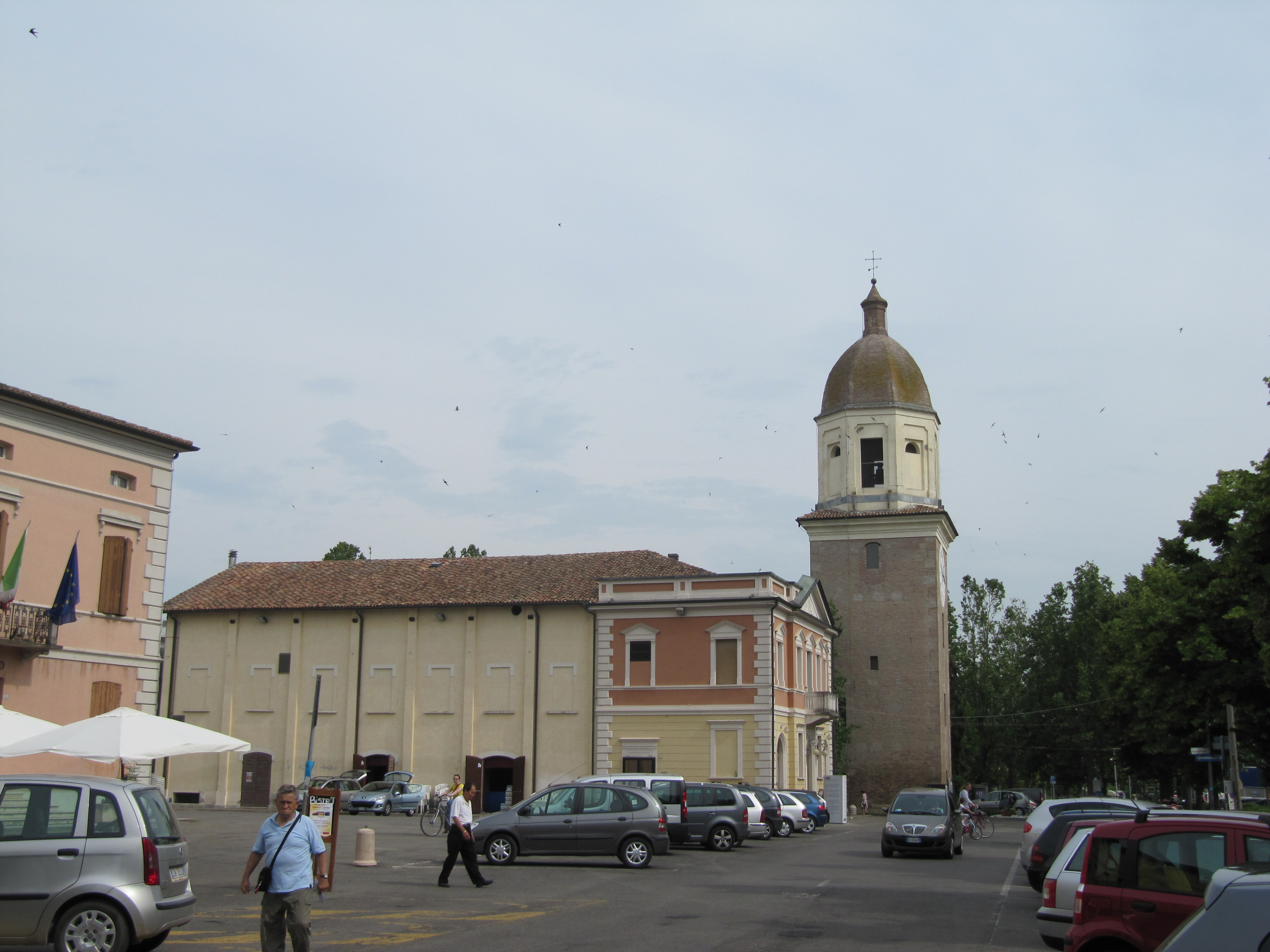
Die Piazza in Bagnolo mit dem Torrazzo

Bagnolo in Piano ist eine italienische Gemeinde (comune) mit 9583 Einwohnern (Stand 31. Dezember 2023) in der Provinz Reggio Emilia in der Emilia-Romagna. Die Gemeinde liegt etwa 7,5 Kilometer nordnordwestlich von Reggio nell’Emilia.

## Geschichte
Das Toponym Bagnolo mag vom lateinischen flumen Baniolus herrühren und einen der zahlreichen kleineren Flussläufe in dem hiesigen Ausläufer der Poebene bezeichnen. 946 ist die Errichtung der Kirche Santa Mustiola nachgewiesen. 1335 erlangt die Fürstenfamilie der Gonzaga die Herrschaft über Bagnolo neben den bedeutenderen Reggio nell’Emilia und Novellara.

## Verkehr
Die Gemeinde liegt 5 Kilometer nördlich der Autostrada A1 von Mailand über Bologna nach Rom.
Ein Bahnhof liegt an der nichtelektrifizierten Bahnstrecke von Reggio nell’Emilia nach Guastalla. Die frühere Verbindung von Bagnolo in Piano nach Carpi in der Provinz Modena wurde 1955 geschlossen.